# Sabrina Stern

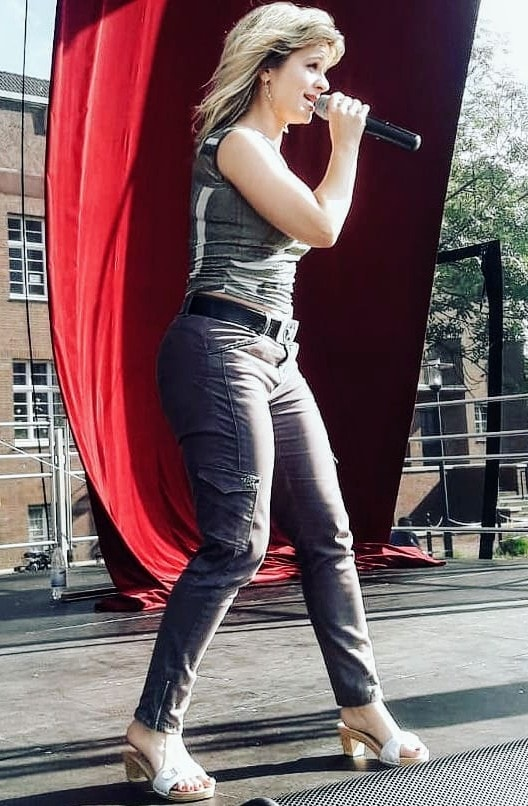
Sabrina Stern

Sabrina Stern (eigentlich Sabrina Morawietz; * 8. Dezember 1982 in Hilden, Nordrhein-Westfalen als Sabrina Otto) ist eine deutsche Schlagersängerin.

## Leben
Sabrina Stern kommt aus einer musikalischen Familie. Ihr Vater war Berufsmusiker. Als Jugendliche gewann sie einen Gesangswettbewerbs der deutschen Jugendzeitschrift Mädchen und nahm mit Peter Maffay ein Tabaluga-Lied auf, das nie veröffentlicht wurde. Sie war Sängerin in Coverbands und 2007 veröffentlichte das Album Ryanne. 2010 unterschrieb Sabrina Morawietz einen Plattenvertrag bei Size Music und veröffentlichte unter dem Künstlernamen Sabrina Stern ihre erste Single Ich komme ganz gut klar, mit der sie den Deutschen Rock- und Pop-Preis 2010 gewann. 2011 arbeitete sie als Justizangestellte beim Amtsgericht Wilhelmshaven. Für ihre zweite Single Liebe auf den ersten Blick bekam sie 2012 eine Auszeichnung der Europäischen Gesellschaft für Musik. Sie nahm damit 2011 an der Schweizer Vorentscheidung zum Eurovision Song Contest teil.
2015 erschien ihr erstes deutschsprachiges Album Ich bin so wie ich bin. Seit 2016 veröffentlicht sie auf ihrem eigenen Label Sternenklar.
Mit der Single Du und ich platzierte sie sich sieben Wochen in der NDR-1-Hitparade.
Seit 2021 wird sie von dem erfolgreichen deutschen Musik-Produzenten Willy Klüter produziert, der auch die meisten ihrer Songs komponiert.
Außer als Sängerin ist Stern auch als Influencerin aktiv. Ihre Facebook-Seite, auf der sie sich vorwiegend in Clogs präsentiert, hatte im November 2018 über 300.000 Follower. Stern lebt in Emsdetten.
Stern trat wiederholt überregional auf und hatte Soloauftritte bei Festivals und Festspielen.

## Besonderheiten
Sabrina Stern läuft seit einem Unfall im Jahr 2017 auf Krücken. Nachdem sie anfangs versucht hatte, dies zu verbergen, benutzte sie später selbst den Slogan „Die mit den Clogs, die mit den Krücken“. Im Musikvideo zu ihrer Single "Noch einmal siebzehn" war sie erstmals offiziell mit Krücken zu sehen.

## Diskografie

### Studioalben
- 2015: Ich bin, so wie ich bin, Bennascha Edition, Oomoxx media,  Vertrieb über Bogner Music[12][5]
- 2023: Sternzeichen Schlager, Sternenklang Records, Vertrieb über DA Music[13]

### Singles (Auswahl)
- 2010: Ich komme ganz gut klar[1]
- 2011: Liebe auf den ersten Blick, Bogner Music
- 2014: Bis ans Ende dieser Welt, Bogner Music[5]
- 2015: Diese Nacht, Bogner Music[5]
- 2015: Nur die Liebe zählt, Bogner Music[5]
- 2016: Vielleicht irgendwann, Bogner Music[14]
- 2017: Du und ich, Sternenklar Records[15]
- 2017: Männer, Sternenklar Records[15]
- 2017: Können diese Augen lügen, Sternenklar Records[6]
- 2018: Nur für einen Tag, Sternenklar Records
- 2018: Jeder Atemzug, Sternenklar Records
- 2019: Das schaffst nur du, Sternenklar Records
- 2020: Einen Tag und eine Nacht, Sternenklar Records
- 2020: Es ist mir egal, Sternenklar Records
- 2021: Nichts ist für immer, Sternenklar Records[16]
- 2023: Noch einmal siebzehn, Sternenklar Recordss[17]
- 2023: Der Moment, Sternenklar Records
- 2024: Weißt du noch?, Sternenklar Records[18]
- 2024: Mein Leben ist Musik, Sternenklar Records